# Ley de Agrupación por Áreas
La Ley de Agrupación por Áreas (en inglés, Group Area Act) fue el nombre dado a tres leyes de limitación de zonas aprobadas por el Parlamento de Sudáfrica durante el gobierno de apartheid. Estas leyes asignaron grupos raciales a diferentes sectores residenciales y comerciales en áreas urbanas en un sistema de apartheid urbano.
Un efecto de estas leyes era el de evitar que las personas no blancas vivan en las áreas más desarrolladas, las cuales estaban restringidas para los blancos (por ejemplo, Sea Point). Esto provocó que muchos no-blancos tengan que viajar grandes distancias desde sus hogares para poder trabajar. La ley llevó a la expulsión de no blancos que vivían en las zonas «equivocadas». La mayoría no-blanca fue asignada a zonas mucho más pequeñas (por ejemplo, Tongaat) que la minoría blanca, la cual era dueña de la mayoría del país. Las leyes de pases requerían que las personas no blancas llevasen consigo pases, y más adelante «libros referenciales» (similares a pasaportes) para ingresar a las zonas para blancos del país.

## Historia
Luego de la elección general de 1948, el gobierno de D.F. Malan comenzó a implementar su política de apartheid, la cual tenía como objetivo segregar las razas en Sudáfrica. El gobierno esperaba alcanzar esto a través de un «desarrollo separado» de las razas y esto incluía la aprobación de leyes que aseguraban una distinción social, económica, política, y en el caso de la Ley de Agrupación por Áreas, geográfica. La Group Areas Act puede ser considerada como una extensión de la Ley de Tenencia de Tierras para Asiáticos de 1946 (Asiatic Land Tenure Act, 1946).
La primera de estas leyes, la Ley de Agrupación por Áreas de 1950 (Group Areas Act, 1950) fue promulgada el 7 de julio de 1950, y fue implementada a lo largo de un periodo de varios años. Fue enmendada por el Parlamento en 1952, 1955 (dos veces), 1956 y 1957. Para finales de 1957 la ley fue abolida y vuelta a promulgar de manera consolidada como la Ley de Agrupación por Áreas de 1957 (Group Areas Act, 1957), la cual fue enmendada en 1961, 1962 y 1965. En 1966 esta versión también fue abolida y vuelta a promulgar como la Ley de Agrupación por Áreas de 1966 (Group Areas Act, 1966), la cual, por su parte, fue enmendada en 1969, 1972, 1974, 1975, 1977, 1978, 1979, 1982, y 1984. Fue abolida (junto con muchas otras leyes discriminatorias) el 30 de junio de 1991 a través de la Ley de Abolición de Medidas sobre la Tierra Basadas en Raza de 1991.

## Disposiciones
La ley otorgó al gobernador general el poder para designar ciertas áreas geográficas como zonas de ocupación exclusiva para grupos raciales específicos. En particular, el estatuto identificaba tres de estos grupos raciales: blancos, coloureds (mestizos, lit. «gente de color») y nativos. Esta autoridad era ejercida con la asesoría del Ministerio del Interior y la Junta de la Agrupación por Áreas.
Una vez que un área era designada para la ocupación exclusiva de ciertos grupos raciales, la proclamación no se hacía efectiva hasta por lo menos un año después. Una vez expirado este periodo, el mantener propiedades en estas áreas se convertía en un crimen con un castigo potencial de dos años en prisión.
La Ley también se aplicaba a negocios, siendo la designación racial aplicada según la participación que los individuos tenían en empresas.

## Impacto
La ley se convirtió en una herramienta efectiva en el desarrollo separado de grupos étnicos en Sudáfrica. También le otorgaba autoridad al Ministro del Interior para expulsar a personas no blancas de terrenos de alto valor para que estos se puedan convertir en asentamientos para blancos.
Una de las aplicaciones más infames del Group Areas Act fue la destrucción de Sophiatown, un suburbio de Johannesburgo. El 9 de febrero de 1955, 2000 oficiales de policía comenzaron a expulsar a los residentes del lugar a Meadowlands, Soweto y construyeron una nueva área solo para blancos llamada Triomf («Victoria»).